# زبرجدی
زبرجدی (نام علمی: Topaza) نام یک سرده از زیرخانواده مگس‌مرغیان است.

## گونه‌ها
- زبرجدی زرشکی (Topaza pella) — (کارل لینه, ۱۷۵۸)
- زبرجدی آتشین (Topaza pyra) — جان گولد, ۱۸۴۶